# Blaise de Monluc

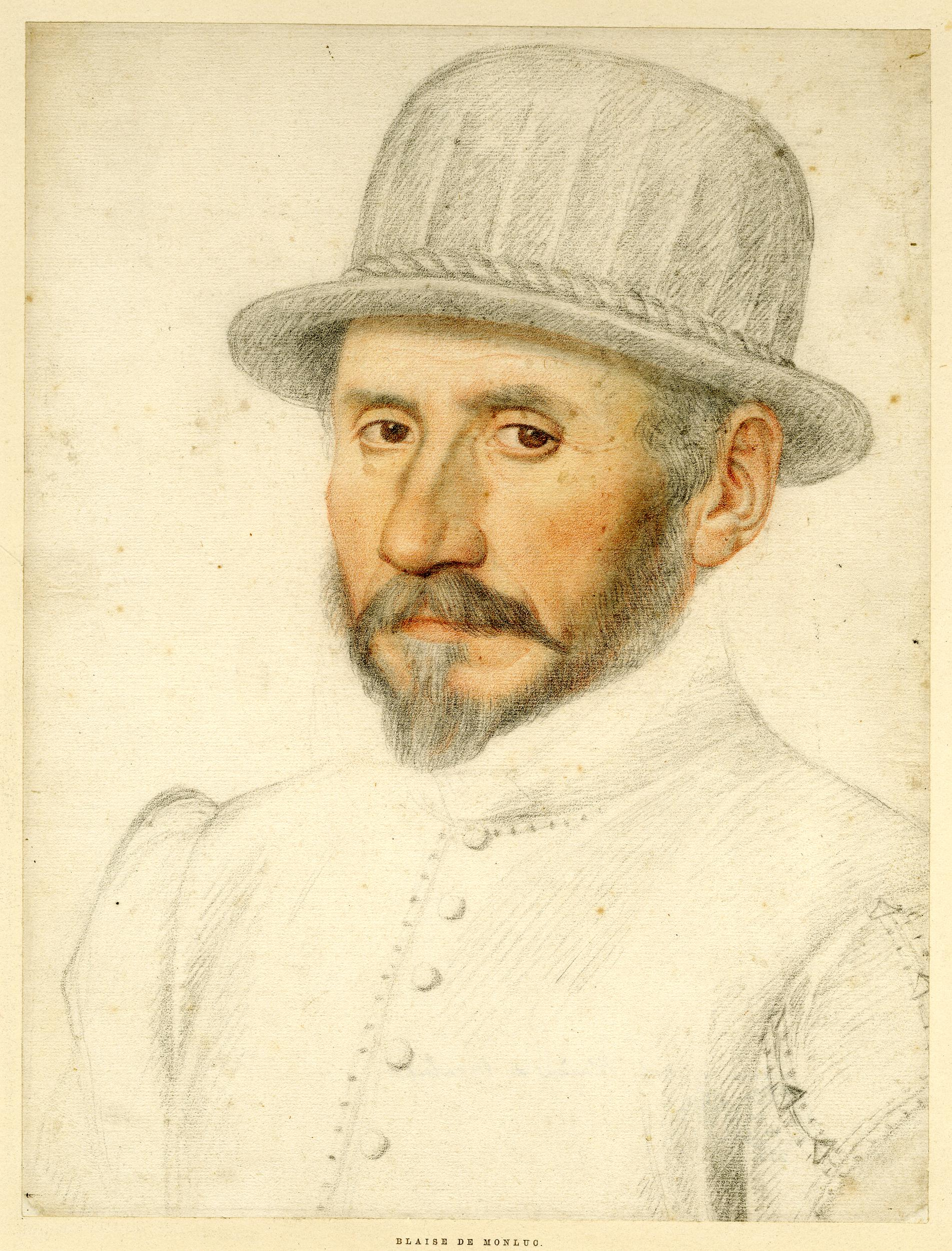
Blaise de Monluc, Rötel und schwarze Kreide, Schule von Pierre Dumonstier II. (früher Jean Clouet zugeschrieben), British Museum, 16. Jahrhundert

Blaise de Monluc, auch bekannt als Blaise de Lasseran-Massencôme, Seigneur de Monluc, (* 1500 oder 1502 in Saint-Puy; † 24. Juli 1577 auf der Burg Monluc in Estillac) war ein Berufssoldat, dessen Karriere 1521 begann und der 1574 den Rang eines Marschalls von Frankreich erreichte. Der zwischen 1570 und 1576 verfasste Bericht über sein Leben mit dem Titel Commentaires de Messire Blaise de Monluc wurde 1592 veröffentlicht und bleibt eine wichtige historische Quelle für die Kriegsführung im 16. Jahrhundert.
Er stammte aus einer verarmten gascognischen Adelsfamilie, stieg während der Italienischen Kriege auf und wurde im Januar 1562, kurz vor Ausbruch der Hugenottenkriege, zum Lieutenant-général von Guyenne ernannt. Er kämpfte für die französische Krone und erwarb sich bald den Ruf eines brutalen, aber effektiven Befehlshabers, der 1562 die entscheidende Schlacht von Vergt gewann. Im Juli 1570 wurde er schwer verletzt und bald darauf wegen angeblicher Korruption entlassen. Er starb am 24. Juli 1577 zu Hause in Estillac.

## Leben und Hintergrund
Blaise de Monluc wurde zwischen 1500 und 1502 in Saint-Puy als ältester Sohn von François de Lasseran-Massencômes, Seigneur de Monluc, der Ländereien in verschiedenen Teilen der Gascogne besaß, und seiner ersten Frau Françoise de Mondenard, Dame d'Estillac, geboren, von der er das Familienschloss erbte. Die Vermutung, dass die Lasseran-Massencômes ein jüngerer Zweig der bedeutenderen Familie Montesquiou waren, ist umstritten.
Sein jüngerer Vollbruder Jean de Monluc (um 1508–1579) wurde Diplomat und später Bischof von Valence; trotz seines klerikalen Status hatte er einen leiblichen Sohn, Jean de Monluc de Balagny (1553–1603), der 1563 legitimiert wurde und 1594 Marschall von Frankreich wurde.
Aus der zweiten Ehe des Vaters gingen weitere fünf Halbschwestern und fünf Halbbrüder hervor, von denen nur wenige Details überliefert sind. Eine der Töchter, Anne, heiratete François de Gélas, und ihr jüngerer Sohn Charles wurde 1574 als Nachfolger seines Onkels Jean Bischof von Valence, während Joachim ein weiterer Soldat war, dessen Plünderung der Dordogne im Jahr 1537 noch drei Jahrhunderte später in Erinnerung geblieben ist.
Monluc war auch zweimal verheiratet, das erste Mal mit Antoinette Ysalguier (1505–1562), der Tochter des Baron de Clermont. Sie hatten drei Töchter, Françoise, Marguerite und Marie, und vier Söhne, die alle Soldaten wurden. Drei der vier starben im aktiven Dienst: der älteste, Marc-Antoine, im November 1557 in Ostia, der zweite, Pierre-Bertrand (1539–1566), auf einer Expedition nach Madeira, während Fabian, der jüngste, im Juni 1573 bei einem Gefecht in der Nähe von Nogaro starb. Sein dritter Sohn Jean (1548–1581) zog sich nach einer schweren Verwundung im Jahr 1569 zurück und wurde 1570 zum Bischof von Condom ernannt. Aus Monlucs zweiter Ehe mit Isabeau de Beauville gingen drei weitere Töchter hervor: Charlotte-Catherine, Suzanne und Jeanne.

## Karriere

### Italienische Kriege
Wie es damals für die Söhne des Adels üblich war, trat Monluc 1512 als Page in die Dienste von Anton II., Herzog von Lothringen, bevor er im Alter von 14 Jahren in die herzogliche Armee eintrat. Später behauptete er, unter Bayard in Italien gedient zu haben, aber die Daten und sein Alter machen dies unwahrscheinlich. Zu Beginn des Vierjährigen Krieges (1521–1525) 1521 trat er als Bogenschütze in eine Kompanie ein, die von Lescun, einem entfernten Verwandten, aufgestellt wurde. Nach vier Jahren kleinerer Scharmützel geriet er 1525 in der Schlacht bei Pavia in Gefangenschaft, wurde aber freigelassen, da er zu arm war, um ein Lösegeld wert zu sein. Während des Krieges der Liga von Cognac (1526–1530) kämpfte er in Süditalien unter Lautrec und wurde bei der erfolglosen Belagerung von Neapel (1528) schwer verwundet.
Monluc kehrte nach Hause zurück und verbrachte die nächsten drei Jahre im Dienste Heinrichs II. von Navarra, bevor er 1534 der „Legion de Languedoc“ beitrat, die Teil eines Versuchs von Franz I. war, eine nationale Armee zu schaffen. Im Krieg von 1536–1538, der letzten Episode des langjährigen Konflikts zwischen Franz I. und Kaiser Karl V., half er bei der Verteidigung von Marseille, als die kaiserlichen Truppen 1536 in die Provence eindrangen. Die nächsten fünf Jahre verbrachte er in der Garnison im Piemont, und als der Krieg 1542 wieder aufflammte, nahm er an dem erfolglosen Angriff auf Perpignan teil, das damals zu Spanien gehörte. In seinen „Memoires“ behauptet Monluc, der Angriff sei gescheitert, weil sein Rat ignoriert worden sei.
Bei dem französischen Sieg von Ceresole im April 1544 befehligte Monluc eine Einheit der französischen Infanterie und fungierte als Berater des unerfahrenen François de Bourbon, Comte d’Enghien. Im Jahr 1545 diente er unter dem Dauphin Heinrich bei dem Versuch, Boulogne von Heinrich VIII. von England zurückzuerobern, und wurde vom Dauphin zum Oberst befördert, kehrte dann im Dezember in die Gascogne zurück, bevor der Krieg im Juni 1546 mit dem Vertrag von Ardres beendet wurde. Franz I. starb im März 1547 und wurde von seinem Sohn Heinrich abgelöst, der Montluc 1548 zum Gouverneur von Moncalieri ernannte.
Im Juli 1550 trat er in den Dienst von Brissac, dem neu ernannten französischen Gouverneur von Piemont, und leitete während des Italienischen Krieges von 1551–1559 die energische Verteidigung von Siena, das sich im Mai 1555 nach einer über ein Jahr dauernden Belagerung ergab. Monluc zog in die nahe gelegene Stadt Montalcino und blieb bis Mai 1558 in Italien, bis er nach Flandern zurückkehrte und dann an der Einnahme von Thionville teilnahm; er wurde zum Colonel général der Infanterie befördert und ein Klient des mächtigen Familie Guise. Als die Italienischen Kriege im April 1559 mit dem Vertrag von Cateau-Cambrésis endeten, war Monluc eine gut vernetzte und angesehene militärische Figur, während sein Bruder Jean ein prominenter Diplomat war und der Königinmutter Katharina von Medici nahe stand. Ein Grund für die Unterzeichnung des Vertrags war die Zunahme des Protestantismus in Frankreich, der die bestehenden regionalen Unterschiede und die Spaltung des Adels verschärft hatte. In den 1550er Jahren hatten diese Spannungen Frankreich an den Rand eines Bürgerkriegs gebracht.

## Hugenottenkriege
Heinrich starb im Juli 1559 bei einem Turnier zur Feier des Friedens und wurde von seinem 16-jährigen Sohn Franz II. abgelöst, der von Monlucs Gönner, dem Herzog von Guise, beherrscht wurde. Sein Tod im Dezember 1560 brachte seinen zehnjährigen Bruder Karl IX. auf den Thron und löste einen Machtkampf zwischen den Protestanten, den so genannten Hugenotten, den gemäßigten Katholiken unter Führung der Königinmutter, die einen Kompromiss anstrebte, und einer extremeren Fraktion unter Führung der Familie Guise aus. Im Januar 1562 wurde Monluc zum Generalleutnant von Guyenne ernannt, der die königliche Autorität in der Provinz wiederherstellen sollte, und zwei Monate später führte das Blutbad von Wassy zum Ausbruch der französischen Religionskriege.
Obwohl er katholischer Bischof war, war sein Bruder Jean de Monluc ein Freund des calvinistischen Theologen Théodore de Bèze und ein Sympathisant der Protestanten, der den Hugenottenführer Condé bei seiner Forderung nach Religionsfreiheit unterstützte. Viele von Monlucs gascognischen Nachbarn waren protestantische Konvertiten, aber er lehnte diese Konfession schließlich ab. In seinen „Memoires“ behauptet er, er habe dies getan, weil die Betonung der Gewissensfreiheit gegenüber dem Gehorsam gegenüber der königlichen Autorität den Protestantismus von Natur aus aufrührerisch mache, aber er könnte auch beschlossen haben, dass seinen Interessen besser gedient sei, wenn er dem Herzog von Guise, treu blieb.
Nach eigenem Bekunden führte Monluc seine Operationen mit großer Brutalität durch und behauptete später, Grausamkeit sei ein wesentlicher Bestandteil der Kriegsführung. In der Anfangsphase des Krieges ließ er Hunderte von Protestanten hinrichten, darunter die Garnisonen von Montségur und Terraube, und bedauerte, dass er aus Geldmangel gezwungen war, gefangene Offiziere gegen Lösegeld freizulassen, anstatt sie zu töten. Sein Sieg bei Vergt im Oktober 1562 verhinderte, dass die hugenottischen Truppen in Südfrankreich ihre Kollegen nördlich der Loire verstärken konnten.
Die erste Phase des Bürgerkriegs endete im März 1563 mit dem Edikt von Amboise, das wohl durch die Ermordung von Monlucs Gönner Guise am 24. Februar vor den Toren von Orléans ermöglicht worden war. Obwohl das Edikt politische oder religiöse Agitation verbot, erwies sich diese Bestimmung als nicht durchsetzbar; die Guise-Fraktion war der Meinung, dass sie zu viele Zugeständnisse gemacht hatte, und Monluc war einer von mehreren Militärgouverneuren, die katholische Aktionsgruppen gründeten, die als „Bruderschaften des Heiligen Geistes“ bekannt waren. Die vier Jahre nach 1563 wurden als „bewaffneter Frieden“ bezeichnet, und Monluc konzentrierte sich auf die Vorbereitung der Wiederaufnahme der Feindseligkeiten, obwohl er kurz vor Beginn der Kämpfe im September 1567 als Gouverneur von Guyenne abgelöst wurde.
Der Zweite Hugenottenkrieg endete im März 1568 mit dem Frieden von Longjumeau, bevor im September eine dritte Runde des Konflikts ausbrach, nachdem das Edikt von Saint-Maur die offizielle Toleranz für Protestanten aufgehoben hatte. Kurz darauf kam es zwischen Monluc und dem Parlement de Bordeaux zu einem Streit über einen hochrangigen protestantischen Gefangenen, den Marquis de la Roche-Chalais; trotz eines königlichen Befehls, der ihn aufforderte, den Marquis gegen zwei von den Hugenotten festgehaltene Ratsmitglieder aus dem Bordelais auszutauschen, bestand Montluc darauf, dass das Parlement ihm ein Lösegeld von 10.000 Livres zahlte, bevor er dies tat. Anschließend vergiftete er ihre Beziehung weiter, indem er Bitten um Hilfe bei der Verteidigung von Bordeaux mit der Begründung ablehnte, seine Truppen würden anderswo gebraucht.
Monluc verbrachte den größten Teil des Dritten Hugenottenkriegs auf eigene Rechnung in Südwestfrankreich, eine Zeit, die er, wie er später zugab, dazu nutzte, sich selbst zu bereichern. Beim Angriff auf die von den Protestanten gehaltene Stadt Rabastens am 23. Juli 1570 wurde er von einer Arkebuse im Gesicht getroffen, verlor dabei seine Nase und den größten Teil einer Wange und musste für den Rest seines Lebens eine Maske tragen. Als Vergeltung ließ Monluc alle Gefangenen von den Stadtmauern werfen. Am 8. August beendete der Friede von Saint-Germain-en-Laye den Krieg.

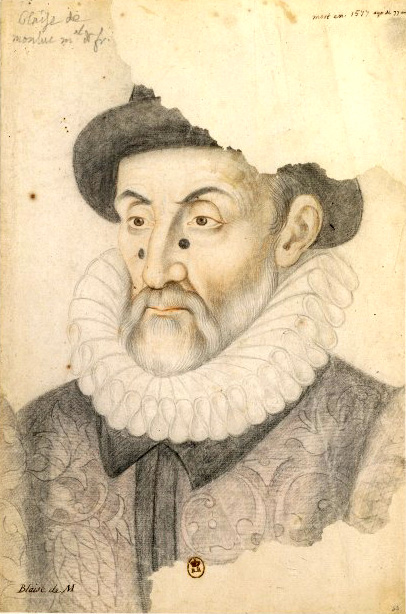
Blaise de Monluc, Porträt aus dem 16. Jahrhundert, Privatsammlung. Aufgrund einer künstlerischen Konvention ist die fehlende Nase auf der Zeichnung zu sehen, die Verstümmelung wird jedoch durch zwei Punkte angedeutet.

Seine Verwundung und die Korruptionsvorwürfe des Parlement de Bordeaux und von Gegnern wie François de Montmorency führten dazu, dass er seines Amtes enthoben wurde. Die nächsten Jahre verbrachte er damit, seine Commentaires de Messire Blaise de Monluc zu verfassen. 1574 wurde er teilweise rehabilitiert, als Heinrich III. ihn zum Marschall von Frankreich ernannte. Er war zutiefst verbittert über seine Verletzungen und schrieb später: „Wäre diese verfluchte Maschine [die Arkebuse] nie erfunden worden, hätte ich damals nicht die Wunden bekommen, unter denen ich jetzt leide, und wären nicht so viele tapfere Männer erschlagen worden ... von den erbärmlichsten Kerlen und den größten Feiglingen...“ Er starb am 24. Juli 1577 in seinem Haus in Estillac.

## Werke
Monlucs literarischer Ruhm geht auf seine zwischen 1570 und 1576 verfassten und nach seinem Tod 1592 veröffentlichten Commentaires de Messire Blaise de Monluc zurück, in denen er seine fünfzig Dienstjahre von 1521 bis 1570 beschreibt. Ursprünglich geschrieben, um seinen Ruf gegen Korruptionsvorwürfe zu verteidigen, entwickelte es sich nach und nach zu einer Kombination aus Autobiografie und militärischem Handbuch. Neben seinen Erfahrungen in Frankreich und Italien enthält es Ratschläge zu Taktik, Strategie, Festungsbau und Führung, Empfehlungen wie die Zahlung von Pensionen an verwundete oder verkrüppelte Soldaten und die Vermeidung der Abhängigkeit von ausländischen Söldnern sowie Beobachtungen zu Themen wie der besten Art der Erziehung des Adels.
Das von Heinrich von Navarra als „Bibel der Soldaten“ bezeichnete Werk ist eines von vielen ähnlichen Memoiren aus dieser Zeit, darunter Werke von Bèze, Tavannes und Jacques-Auguste de Thou. Aufgeteilt in sieben Bände, beziehen sich die ersten vier auf die Feldzüge in Italien, die von den frühen 1530er Jahren bis zur Rückeroberung von Thionville durch die Franzosen im Jahr 1558 reichen; die letzten drei behandeln seine Ernennung zum Leutnant des Königs in Guyenne und seine Bemühungen um die Wiederherstellung der königlichen Autorität. Seine Autobiografie ist „eine wichtige Quelle für diese Ereignisse, ein Augenzeugenbericht aus unruhigen Zeiten“. Obwohl sein Gedächtnis für Orte genauer war als für Daten und seine Commentaires im Laufe der Zeit umfassend bearbeitet wurden, um ihn in ein günstigeres Licht zu rücken, sind sie insgesamt „voller Leben und Bewegung“, während Montluc „eine natürliche Gabe für eine klare und ausdrucksstarke Sprache“ aufweist.